# Sømna
Sømna ist eine Kommune im norwegischen Fylke Nordland. Die Kommune hat 1979 Einwohner (Stand: 1. Januar 2025). Verwaltungssitz ist die Ortschaft Vik.

## Geografie

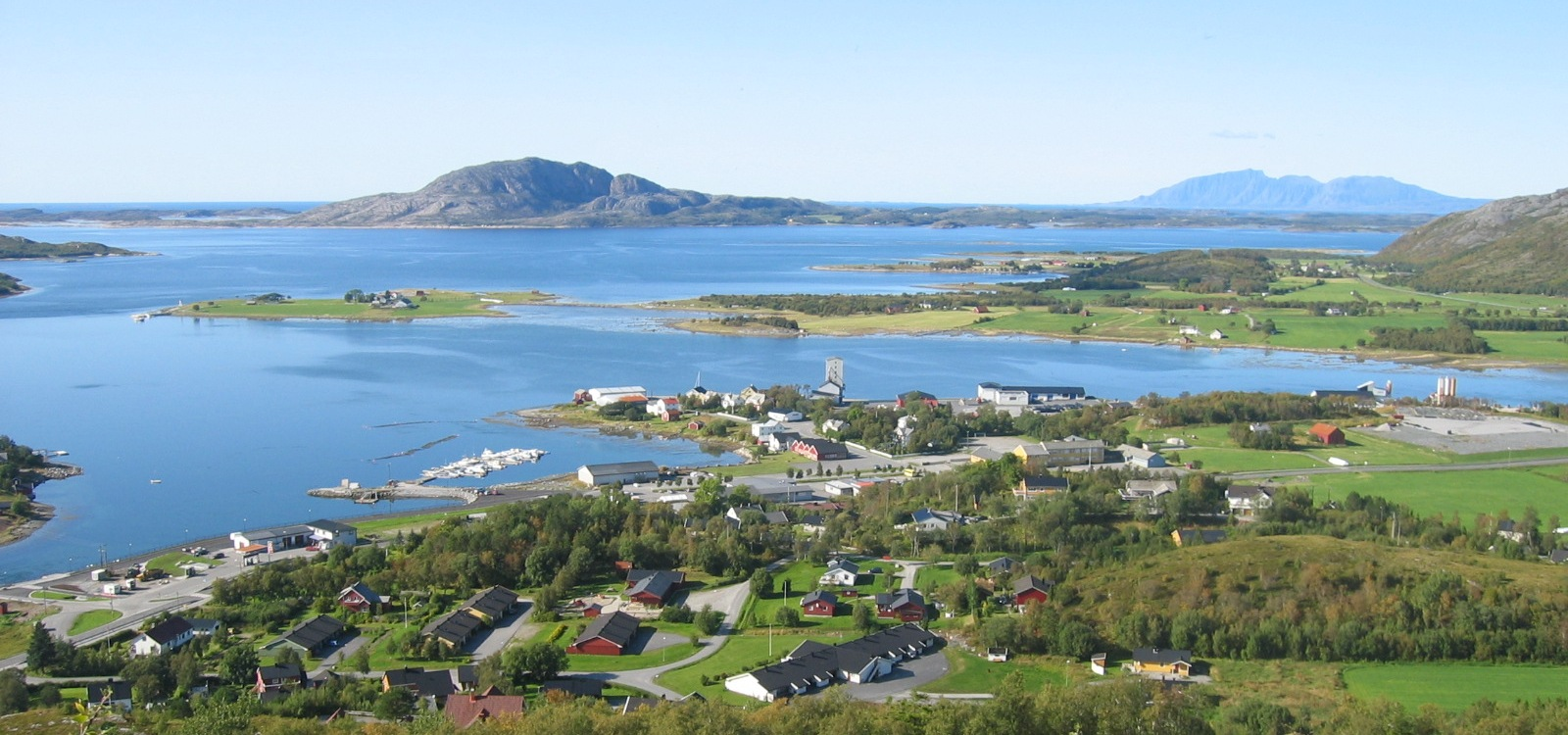
Blick auf die Ortschaft Berg

Sømna liegt an der norwegischen Westküste im südlichen Gebiet der Landschaft Helgeland. Die Gemeinde liegt im südlichen Bereich der gleichnamigen Halbinsel und grenzt an Brønnøy im Norden und Nordosten sowie an Bindal im Südosten und Süden. Der Großteil der Grenze zu Bindal verläuft dabei im Bindalsfjord, der sich von Südwesten kommend in das Land einschneidet, sowie in dessen nördlichen Seitenarm Ursfjord. Zur Kommune Sømna gehören mehrere Inseln wie etwa die im Süden gelegene Insel Kvaløya.
Das Gebiet an der Westküste ist weitgehend flach, im Osten zum Bindalsfjord hin, befinden sich die höchsten Erhebungen. Die Erhebung Lysingen im Nordosten stellt mit einer Höhe von 648,2 moh. den höchsten Punkt der Kommune Sømna dar.

## Einwohner
Die Einwohner verteilen sich vor allem auf die Küstenebene im Westen der Kommune. Die Zahl der Einwohner hielt sich über Jahrzehnte weitgehend stabil, ist aber etwas rückläufig.  In der Gemeinde liegen zwei sogenannte Tettsteder, also zwei Ansiedlungen, die für statistische Zwecke als eine städtische Siedlung gewertet werden. Diese sind Vik mit 360 und Berg mit 588 der insgesamt 599 Einwohner des Tettsteds (Stand: 1. Januar 2024).
Die Einwohner der Gemeinde werden Sømnværing genannt. Offizielle Schriftsprache ist wie in vielen Kommunen in Nordland Bokmål, also die weiter verbreitete der beiden norwegischen Sprachformen.
| Jahr          | 1986 | 1990 | 1995 | 2000 | 2005 | 2010 | 2015 | 2020 | 2025 |
| ------------- | ---- | ---- | ---- | ---- | ---- | ---- | ---- | ---- | ---- |
| Einwohnerzahl | 2176 | 2123 | 2138 | 2116 | 2075 | 2041 | 2063 | 1975 | 1979 |

## Geschichte
Die Kommune Sømna wurde zum 1. Januar 1901 gegründet, als ein von 2731 Personen bewohntes Gebiet von Brønnøy abgespalten wurde. Brønnøy verblieb mit 3440 Einwohnern. Zum 1. Januar 1964 wurde das zu diesem Zeitpunkt von 2347 bewohnte Sømna gemeinsam mit den Kommunen Brønnøysund, Velfjord und Teilen von Bindal zu Brønnøy geschlagen. Diese Zusammenlegung wurde zu Beginn des Jahres 1977 erneut teilweise aufgelöst und Sømna wurde wieder eine eigenständige Kommune mit 2107 Einwohnern, allerdings verblieben einige Teile der Gemeinde in Brønnøy.
In der Kommune gibt es mehrere Hügelgräber. In der Ortschaft Vik liegt eine Abteilung des Helgeland museum, in der unter anderem eine Ausstellung zum Leben auf den Bauernhöfen zwischen 1800 und 1950 existiert. In Vik liegt auch die Sømna kirke, eine Holzkirche aus dem Jahr 1876. Ihr Grundriss ist kreuzförmig.

## Wirtschaft und Infrastruktur

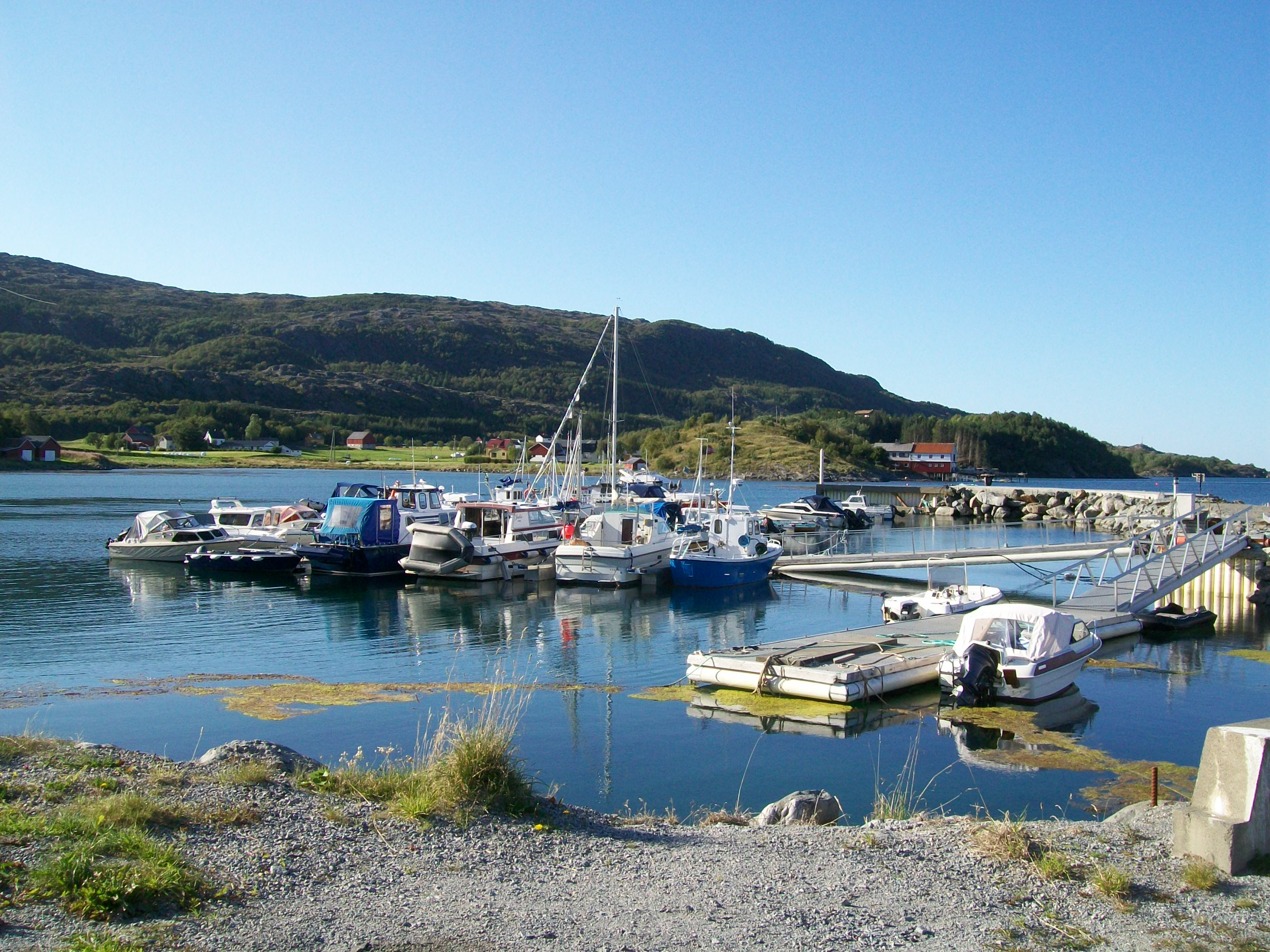
Hafen von Vennesund mit der Kvaløy im Hintergrund

### Verkehr
Von Norden kommend führt der Fylkesvei 17 bis in den Süden der Halbinsel und über eine Brücke weiter auf die Kvaløy. Die Straße ist auch unter dem Namen „Kystriksveien“ bekannt. Vor allem im Norden der Kommune zweigen Straßen in den Westen und Osten ab.

### Wirtschaft
Für die lokale Wirtschaft ist die Landwirtschaft von größerer Bedeutung, das flachere Gebiet im Westen ist landwirtschaftlich gut nutzbar. Es werden dort unter anderem Getreide und Gemüse angebaut. Im Bereich der Tierhaltung ist die Haltung von Rindern am weitesten verbreitet, es gibt zudem eine höhere Anzahl an Hühnern. Im Süden und Osten ist zudem die Fischerei vertreten, die Fangmengen sind allerdings vergleichsweise gering. In der Industrie ist die auf der Landwirtschaft basierende Lebensmittelindustrie bedeutend, unter anderem befindet sich in der Kommune die größte Molkerei Nordnorwegens. Eine weitere bedeutende Industriebranche ist die der Gummi- und Plastikindustrie. Vor allem im Sommer ist auch das Tourismusgewerbe stärker ausgeprägt. Im Jahr 2020 arbeiteten von eta 960 Arbeitstätigen etwa 640 in Sømna selbst, über 190 Personen waren in Brønnøy tätig.

## Name und Wappen
Das seit 1991 offizielle Wappen der Kommune zeigt drei silberne Kleeblätter auf rotem Hintergrund. Sømna wurde um das Jahr 1430 herum im Zusammenhang als a Sømpnenne erwähnt. Der Name Sømna kommt vermutlich aus dem alten Wort sveifa (deutsch: „der Platz, an dem man umdreht“) und bezieht sich auf den engen Hafenplatz.